# Дичково
Дичково — упразднённая деревня в Александровском районе Владимирской области России.

## География
Находилась в северо-западной части области, в зоне хвойно-широколиственных лесов, к востоку от автодороги 17Н-131, на расстоянии примерно 0,5 километра (по прямой) к северу от города Александрова, административного центра района. Абсолютная высота — 174 метра над уровнем моря.

### Климат
Климат характеризуется как умеренно континентальный, с умеренно тёплым летом, холодной зимой, короткой весной и облачной, часто дождливой осенью. Среднегодовая температура воздуха — +3,4 °C. Годовое количество атмосферных осадков — 549 миллиметров, из которых большая часть выпадает в тёплый период.

## История
В «Списке населенных мест Владимирской губернии по сведениям 1859 года» населённый пункт упомянут как деревня Дачково Александровского уезда, при безымянном озере, расположенная по правую сторону от Троицкого торгового тракта из Александрова в Сергиев Посад, в 3 верстах от уездного города. В деревне насчитывалось 33 двора и проживало 257 человек (110 мужчин и 147 женщин).
По состоянию на 1905 год, в Дичкове имелось 49 дворов и проживало 282 человека. В административном отношении деревня входила в состав Александровской волости.
В советское время входила в состав Бакшеевского сельсовета Александровского района (в период с 1941 до 1965 годы — в составе Струнинского района). Решением облисполкома № 1086 от 22 сентября 1965 года объединена с селом Афанасьево.